# طالب‌سازی
طالب‌سازی یا طالبانی‌شدن اصطلاحی است که پس از ظهور جنبش طالبان در افغانستان با توجه به اینکه سایر گروه‌ها و حتی مردم عادی افغانستان باید تا حد امکان خود را شبیه به اعضای طالبان کنند چه از نظر ظاهری و چه افکار و عقاید، به این روند اجباری دگرگونی چگونه طالبانی شویم گفته می‌شود.
طالبانیزاسیون در کاربرد اصلی خود به گروه‌هایی گفته می‌شود که شیوه‌های طالبان را دنبال می‌کنند مانند:
- معمولاً مقررات سخت و جداسازی زنان از مردان، از جمله ممنوعیت اشتغال یا تحصیل برای زنان و دختران
- ممنوعیت فهرست طولانی فعالیت‌هایی که عموماً توسط دیگر مسلمانان قابل تحمل است مانند فیلم، تلویزیون، موسیقی، رقص، آویزان کردن تصاویر در خانه‌ها، کف زدن در هنگام رویدادهای ورزشی
- ممنوعیت فعالیت‌هایی (به ویژه مدل مو و لباس) که عموماً توسط دیگر مسلمانان به این دلیل که فعالیتها غربی یا غیراخلاقی هستند، منع می‌شوند ولی یک طالب هرگز نباید به سمت آن رود.
- ستم بر شیعه، تا حد امکان بر شیعیان سختگیری می‌شود تا سنی مذهب شود اگر نپذیرند کشته خواهند شد.
- ممنوعیت رابطه‌های عشقی در فضای عمومی
- تخریب آثار غیر مسلمان، به ویژه حجاری‌ها و مجسمه‌هایی مانند بوداهای بامیان، به این دلیل که آثار هنری بت‌پرستی یا شرک هستند.
- پناه دادن به القاعده یا دیگر افراط گرایان
- نگرش تبعیض آمیز نسبت به غیر مسلمانان مانند قوانین تجمیعی علیه هندوهای افغانستان، و الزام آنها به پوشیدن نشان‌های زرد، عملی که یادآور سیاست‌های یهودستیزانه آلمان نازی است.[۳][۴][۵]